# Giacomo l'Elemosiniere
Giacomo l'Elemosiniere (Città della Pieve, ... – Chiusi, 15 gennaio 1304) fu il procuratore dell'ospedale del Vecciano di Città della Pieve e fu fatto assassinare dal vescovo di Chiusi. Fu beatificato, per equipollenza, da papa Pio VII nel 1807.

## Biografia
Era figlio di Antonio dalla Villa e Mustiola e, sin dall'adolescenza, dimostrò una spiccata inclinazione alle pratiche religiose. Divenne avvocato ma, aspirando a una vita evangelica, donò i suoi beni alla chiesa e all'ospedale del Vecciano di Città della Pieve, dove venivano ricoverati i poveri e gli abbandonati.
Poiché l'ospedale era soggetto al vescovo di Chiusi ed era tenuto a versargli annualmente un censo, Giacomo ricorse a Roma e ottenne, dopo una lunga vertenza, l'esenzione dalla giurisdizione vescovile. Il vescovo reagì facendo assassinare Giacomo da dei sicari in un bosco dopo averlo invitato nella sua città.
Il corpo, rinvenuto da alcuni pastori, fu sepolto nella chiesa del Vecciano, detta poi del beato Giacomo.
L'immagine più antica del beato, posta in origine sul suo sepolcro, lo raffigura vestito dell'abito dei Servi di Maria, cinto dal cordone francescano e con la berretta dei frati dell'ospedale senese di Santa Maria della Scala. È incerto, però, se appartenesse al terz'ordine servita (l'abitazione di Giacomo era presso il convento dei serviti e a questi frati fu affidata la chiesa del Vecciano), al terz'ordine francescano (come indicato in una biografia tarda del cronista francescano Mariano da Firenze) o, come era d'uso all'epoca, a entrambi.

## Culto
Nel 1468 le spoglie del beato Giacomo furono dissotterrate e traslate sotto la mensa dell'altare maggiore della sua chiesa. Trasferita temporaneamente sotto l'altare di San Giuseppe nella cattedrale, l'urna con il corpo fu ricollocata nella riedificata chiesa del Vecciano l'11 luglio 1717.
A partire dal 1727 i serviti promossero le pratiche per l'approvazione formale del culto e il 7 dicembre 1805 Angelico Becchetti, vescovo di Città della Pieve, presentò una relazione a papa Pio VII: il suo culto ab immemorabili fu confermato dal pontefice il 20 novembre 1806.
Il suo elogio si legge nel Martirologio romano al 15 gennaio.